# 四国クローバーネット おやつドキッ!
『四国クローバーネット おやつドキッ!』（しこくクローバーネット おやつドキッ）は、南海放送、西日本放送、四国放送、高知放送の四国地方にある4つの中波ラジオ局共同制作・同時ネットで放送されていた番組である。

## 概要
元々四国4局はそれ以前から毎週土曜に「サタデー4」→「ぐっどふれんず四国」→「四国シーサイドステーション」といった共同制作番組を放送していたが、この番組はそれらを1時間に拡大し、各県の季節の話題や最新のトレンド、地域情報を各放送局のパーソナリティーがわかりやすく紹介するという番組である。
放送対象地域は四国であるが、近畿（特に大阪府、兵庫県、和歌山県）、中国（特に岡山県、広島県、山口県）、九州（特に福岡県、大分県）でも良好に受信できる地域があり、聴取が可能であった。
なお、南海放送（RNB）や四国放送（JRT）では、それぞれJ2リーグ（Jリーグ2部）に所属する地元のクラブチーム（愛媛FC及び徳島ヴォルティス）のラジオ中継が入る日があるため、この場合はネット休止となる。
2010年9月（放送日上は10月2日）で終了。後番組は同様のコンセプトのラジオアイランドまる○しこくとなるが、全編高知放送製作の4局ネットとなる点でこの番組と異なっている。

## パーソナリティ
- 南海放送 - 林浩彦→新山純子（2009.4-）
- 西日本放送 - 久保麻希→大西ふみ→白井美由紀（2009.4-）
- 四国放送 - 金山明子→福井和美（2006.4-）
- 高知放送 - 浜田英弥→井上琢己（2007.4-）

## タイムテーブル
- 15:00 オープニング
- 15:05 ハイウェイ情報
- 15:10 週刊 SAIT
- 15:20 今日の一曲
- 15:25 単発企画枠
- 15:35 ここで一曲
- 15:40 クローバーコラム
- 15:45 単発企画枠
- 15:50 ここで一曲
- 15:55 エンディング